# Hyponerita purpureotincta
Hyponerita purpureotincta är en fjärilsart som beskrevs av James John Joicey och Talbot 1918. Hyponerita purpureotincta ingår i släktet Hyponerita och familjen björnspinnare. Inga underarter finns listade i Catalogue of Life.